# ستيف أسكيو
ستيف أسكيو (بالإنجليزية: Steve Askew)‏ هو موسيقي بريطاني، ولد في 9 ديسمبر 1957.

## وصلات خارجية
- ستيف أسكيو على موقع IMDb (الإنجليزية)
- ستيف أسكيو على موقع ميوزك برينز (الإنجليزية)
- ستيف أسكيو على موقع أول ميوزيك (الإنجليزية)
- ستيف أسكيو على موقع ديسكوغز (الإنجليزية)